# Pál Schmitt

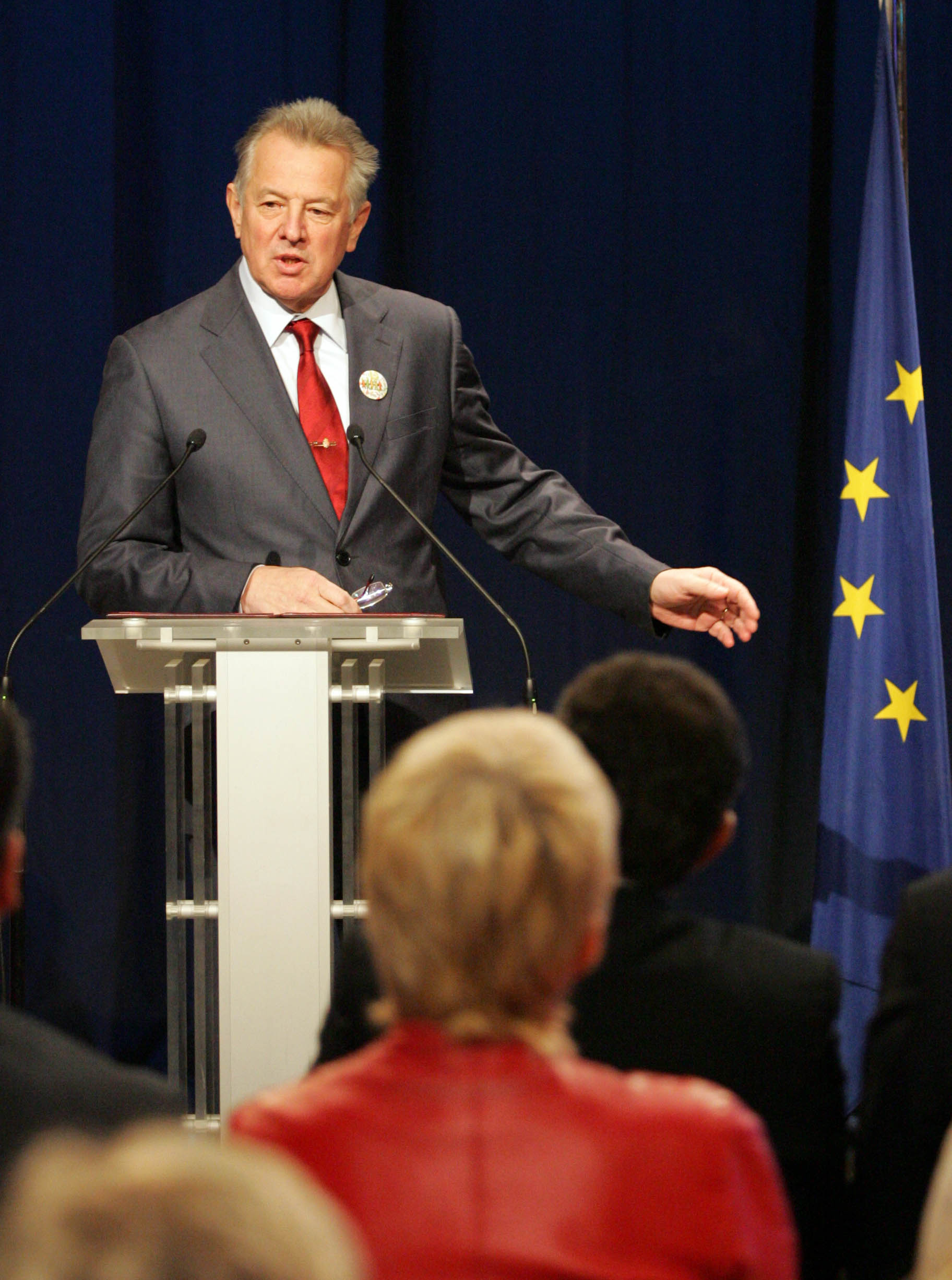
Pál Schmitt

Pál Schmitt (n. 13 mai 1942, Budapesta, Regatul Ungariei) a fost președinte al Ungariei între 2010 și 2012. A fost membru al Parlamentului European în perioada 2004-2009 din partea Ungariei și membru al partidului Fidesz.
Pe data de 14 iulie 2009 a fost ales ca unul dintre cei 14 vicepreședinți ai Parlamentului European, post la care a fost nevoit să renunțe când a fost numit președinte al Parlamentului ungar pe 14 mai 2010.
Pe data de 29 iunie 2010, când era președinte al parlamentului ungar, a fost ales președinte al țării, funcție pe care a preluat-o pe data de 6 august 2010.
În tinerețe a fost scrimer, câștigând două medalii olimpice de aur, în 1968 și 1972.

## Anularea titlului de doctor din motive de plagiat
La 11 ianuarie 2012, în săptămânalul economic HVG, a fost făcut public că, Schmitt ar fi copiat pentru lucrarea sa de doctorat din 1992, 180 de pagini din un total de 225, dintr-o lucrare bulgară. Pe 19 ianuarie s-a aflat că alte pagini ar fi plagiate din lucrarea sociologului german Klaus Heinemann. La 29 martie senatul Universității Semmelweis din Budapesta a anunțat anularea titlului de doctor al lui Pal Schmitt, din motive de plagiat. Unii critici ai cazului Schmitt au exprimat și opinia că, în situația creată, Pal Schmitt ar trebui să demisioneze (să se retragă) din funcție. Acesta a declarat că intenționează să rămână pe post, negăsind o legătură între afacerea plagiatului și alegerea sa ca președinte al Ungariei. Pe 2 aprilie 2012 s-a făcut public că rectorul Universității Semmelweis, care i-a retras titlul de doctor lui Pal Schmitt, demisionează (dar decizia rămâne valabilă).

## Demisia
Pál Schmitt a demisionat din funcția de președinte al Ungariei la 2 aprilie 2012 în urma unui scandal de plagiat privind lucrarea sa de doctorat din anul 1992.

## Legături externe
- Portret la BBC din 2001 Arhivat în 9 aprilie 2009, la Wayback Machine. (engl.)